# Sumgaitmassakern
Sumgaitmassakern, Sumgaitpogromen (alt stavning Sumqayıtpogromen), är en massaker på armenier den 27-29 februari 1988 i staden Sumgait (azerbajdzjanska: Sumqayıt) i Azerbajdzjan, som då tillhörde Sovjetunionen. Den officiella sovjetiska rapporten uppger att 32 personer dog medan armeniska källor uppger ett hundratal döda.
Till följd av Gorbatjovs liberalisering av den Sovjetiska ekonomin så vaknade de etniska motsättningarna i regionen åter till liv. Situationen för azerer i Armeniska SSR och Nagorno-Karabach blev ohållbar vilket ledde till att de emigrerade till Azerbajdzjan där en stor del bosatte sig i Sumgait under januari 1988. Den 20 februari 1988 så röstar Nagorno-Karabachs autonoma oblast ja till att formellt träda ur Azerbajdzjanska SSR. Svaret från befolkningen i Azerbajdzjan lät sig inte vänta och reaktionen blev extra stark bland flyktingarna i Sumgait.  Med hjälp av gatsten gjordes stadens vägar svårframkomliga för fordon och listor över armeniers adresser kunde upprörda azerer under tre dagars tid på ett systematiskt vis misshandla, våldta och råna stadens armenier. 
De etniska motsättningarna eskalerade sedan till en väpnad konflikt om enklaven Nagorno-Karabach mellan armenier och azerer som fortsatte fram till 1994, då mellan Armenien och Azerbajdzjan som båda blev självständiga 1991, när Sovjetunionen upplöstes. Idag lever inga armenier i Azerbajdzjan förutom i Nagorno-Karabach som i praktiken är självständigt och inte har någon kontakt med övriga landet.
Massakern väckte starka känslor hos armenierna som jämförde denna med armeniska folkmordet under första världskriget. Än idag är frågan kontroversiell i Azerbajdzjan som officiellt lägger skulden på armenier. 